# 佐藤学 (政治学者)
佐藤 学（さとう まなぶ、1958年 - ）は、日本の政治学者。沖縄国際大学教授。日米関係や在日米軍についての発言で知られる。
日本による対韓輸出優遇撤廃に反対する、〈声明〉「韓国は「敵」なのか」呼びかけ人の1人。
行政学者、佐藤竺は父親。

## 著書

### 単著
- 『米国議会の対日立法活動: 1980～90年代対日政策の検証』コモンズ、2004年5月。ISBN 4-906640-76-1。
- 『米国型自治の行方: ピッツバーグ都市圏自治体破綻の研究』敬文堂、2009年1月。ISBN 978-4-7670-0160-9。

### 寄稿
- 「普天間・辺野古は安保に必須ではない」『「沖縄問題」とは何か: 「琉球処分」から基地問題まで』藤原書店編集部編、藤原書店、2011年2月。ISBN 978-4-89434-786-1。
- 「アメリカ政治と在沖米軍基地」『沖縄が問う日本の安全保障』島袋純・阿部浩己責任編集、岩波書店〈日本の安全保障 4〉、2015年4月。ISBN 978-4-00-028754-8。

### 編著
- 『沖縄自治州あなたはどう考える？: 沖縄自治州基本法試案』（濱里正史、島袋純との共編）、沖縄自治研究会、2005年10月。
- 『沖縄の基地の間違ったうわさ: 検証 34個の疑問』（屋良朝博との共編）、岩波書店〈岩波ブックレット 962〉、2017年11月。ISBN 978-4-00-270962-8。

### 論文
- 佐藤学「米国政治の変容 : 「9.11」が残したもの」『沖縄法学』第32号、沖縄国際大学法学会、2003年3月、81-102頁、ISSN 0287-0649、NAID 110000971727。
- 座喜味一幸, 平良和枝, 島尻義彦, 島尻義彦, 平良和枝, 下里浩継, 佐藤学「沖縄法政研究所第3回公開シンポジウム 市町村合併と地域社会--宮古の将来を考える」『沖縄法政研究』第6号、沖縄国際大学、2004年3月、133-160頁、ISSN 13448242、NAID 110004682669。
- 佐藤学「普天間・辺野古と聖書創造説--米国対外政策と国内政治 (特集 沖縄国際大学米軍ヘリコプター墜落事件)」『沖縄法学』第34号、沖縄国際大学法学会、2005年3月、25-40頁、ISSN 02870649、NAID 110004668381。